# 三井化学
三井化学株式会社（みついかがく、英: Mitsui Chemicals, Inc.）は、東京都中央区八重洲に本社を置く、三井グループの総合化学メーカーである。 総合化学大手で売上高国内5位。財閥系化学メーカーの中では、機能性材料に注力。海外事業を強化し、海外在籍者比率が40%を超える。日経平均株価およびJPX日経インデックス400の構成銘柄の一つ。

## 概要
大手総合化学メーカー。山口県和木町で工場を開業以後、事業拡大・海外展開を行い、三井東圧化学と三井石油化学工業との合併を経て、1997年10月1日に三井化学となる。ペットボトルの原料であるPETペレットやポリエチレン、ポリプロピレンの触媒など日常品の様々な原材料を市場に供給し、世界シェア1位の素材を多数有している。千葉と大阪にエチレンセンターを持つ。
東洋経済新報社著 ｢総合職の平均年収が高い会社ランキング300」（2019）で、42位（1,038万円）に選出された。

## 製造・研究拠点

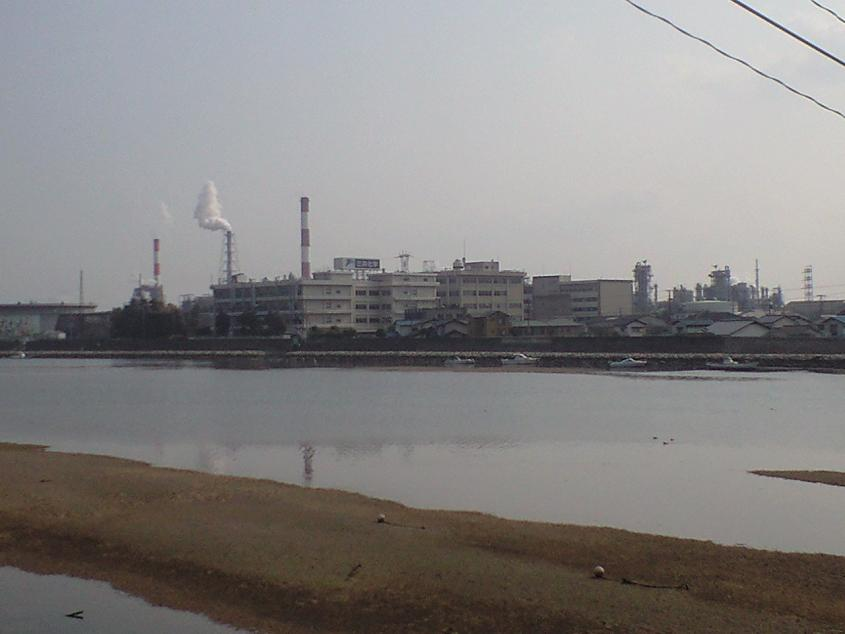
三井化学岩国大竹工場岩国地区（2007.12）

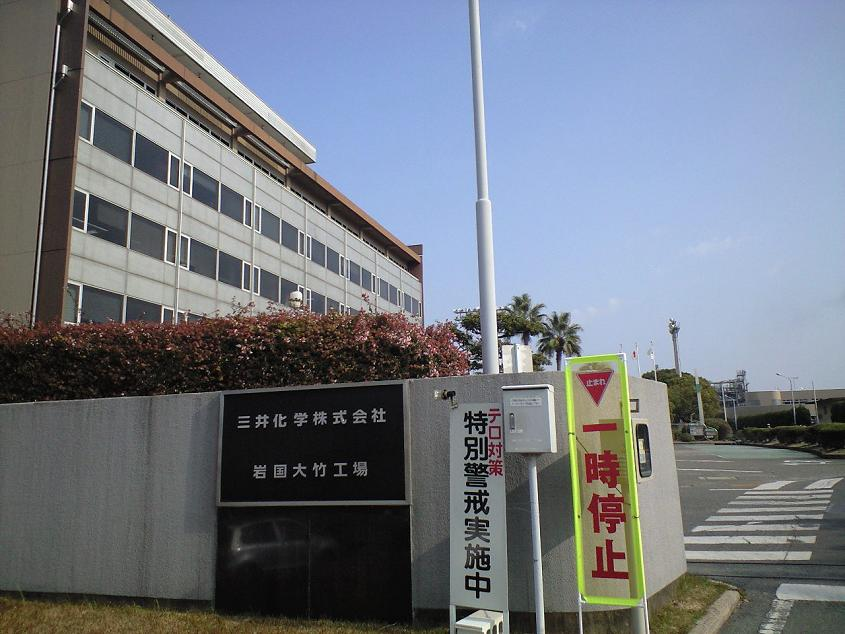
三井化学岩国大竹工場正門（2007.12）

### 工場
- 市原工場（千葉県市原市）
- 市原工場茂原分工場（千葉県茂原市）
- 名古屋工場（名古屋市南区）
- 大阪工場（大阪府高石市）
- 岩国大竹工場（広島県大竹市・山口県和木町・岩国市）
- 大牟田工場（福岡県大牟田市）

鹿島工場（茨城県神栖市）は2017年10月末で閉鎖し扶桑化学工業に譲渡。

### 支店
- 名古屋支店（名古屋市中村区）
- 大阪支店（大阪市西区）
- 福岡支店（福岡市中央区）

### 研究所
- 袖ケ浦センター（千葉県袖ケ浦市）
  - 高分子材料研究所
  - 合成化学品研究所
  - 生産技術研究所
  - ICTソリューション研究センター
  - モビリティデベロップメントセンター

## 主な事業
- 機能材料事業（自動車・産業材、包装・機能材、生活・エネルギー材、電子・情報材）
- 先端化学品事業（精密化学品、農業化学品）
- 基礎化学品事業（基礎原料、フェノール、PTA・PET、工業薬品）

## 沿革
- 1933年（昭和8年）4月 - 旧三井鉱山の東洋高圧工業所を分離し東洋高圧工業株式会社設立、福岡県大牟田市に硫安工場操業開始。
- 1938年（昭和13年）10月 - 東洋高圧工業が、鈴木商店系のクロード式窒素工業を買収した合成工業を吸収合併、彦島工業所操業開始（2000年10月、下関三井化学株式会社（連結子会社）として分社）。
- 1940年（昭和15年）5月 - 旧三井鉱山が三池に日本初のフィッシャー法を用いた人造石油工場操業開始。
- 1941年（昭和16年）4月 - 旧三井鉱山の三池染料工業所、石油合成三池試験工場、及び目黒研究所が分離し三井化学工業株式会社設立、現大牟田工場操業開始。
- 1943年（昭和18年）11月 - 三井化学工業より石油合成三池試験工場が分離し三池石油合成株式会社設立。
- 1944年（昭和19年）10月 - フィッシャー法の3社（三池石油合成、北海道人造石油、尼崎人造石油）が合併し日本人造石油を設立。
- 1946年（昭和21年）
  - 4月 - 東洋高圧工業が北海道工業所操業開始
  - 7月 - 三池合成工業株式会社が日本人造石油の第2会社として発足。
- 1948年（昭和23年） - 東洋高圧工業北海道工業所で世界初の肥料用尿素の工業化に成功（1952年製造開始）[7]。
- 1949年（昭和24年）
  - 5月16日 - 東洋高圧工業及び三井化学工業が東証等に上場。
  - 5月29日 - 大牟田工場に昭和天皇の戦後巡幸。人工藍の説明が行った後、車中よりナフタレン工場、ベンゾール工場を案内[8]。
- 1951年（昭和26年）1月 - 三井化学工業が名古屋工業所（現在の名古屋工場）操業開始。
- 1952年（昭和27年）6月12日 - 三池合成工業が東証に上場。
- 1955年（昭和30年）7月1日 - 三井グループ7社及び興亜石油により日本初の石油化学メーカーとして三井石油化学工業株式会社設立。
- 1957年（昭和32年）11月 - 東洋高圧工業が千葉工業所（現在の市原工場茂原分工場）操業開始。
- 1958年（昭和33年）4月 - 三井石油化学工業が岩国工場（現在の岩国大竹工場）操業開始。
- 1962年（昭和37年）
  - 4月 - 三井化学工業が三池合成工業を合併。
  - 10月 - 三井石油化学工業が東京・大阪証券取引所市場に上場。
- 1964年（昭和39年）11月 - 東洋高圧工業が大阪工業所（現在の大阪工場）操業開始。
- 1965年（昭和40年）11月 - 三井化学工業、東洋高圧工業、関西石油化学の3社が大阪石油化学株式会社設立（25：25：50）。
- 1967年（昭和42年）3月 - 三井石油化学工業が千葉工場（現在の市原工場）操業開始。
- 1968年（昭和43年）10月 - 東洋高圧工業が三井化学工業を吸収合併し、三井東圧化学株式会社に商号変更。
- 1970年（昭和45年）4月 - 大阪石油化学が泉北コンビナート操業開始。
- 1984年（昭和59年）3月 - 大阪石油化学、三井石油化学工業などの出資で新体制に移行（新出資比率は三井東圧化学50：宇部興産20：三井石油化学工業、丸善石油、鐘淵化学工業、三井物産、三和銀行、三井銀行各5）。
- 1997年（平成9年）
  - 4月1日 - 三井石炭鉱業より専用鉄道（旧・三池鉄道旭町線）が三井東圧化学に譲渡され、大牟田工場の専用鉄道となる。
  - 10月1日 - 三井石油化学工業が三井東圧化学と合併し、三井化学株式会社に商号変更[注 2]。
- 2000年（平成12年）
  - 3月 - 三井化学が大阪石油化学を株式交換で100%子会社化。
  - 4月 - 北海道工業所を北海道三井化学株式会社として分社化[7]。
- 2012年（平成24年）4月22日 - 午前2時15分ごろ、岩国大竹工場で爆発を伴う火災が発生し、1人が死亡、21人が重軽傷を負った[9]。
- 2025年（令和7年）7月28日 - 大牟田工場のウレタン原料のTDI（トルエンジイソシアネート）を製造するプラントで、配管が破損。「塩素系ガス」が流出し、8月4日時点までで地域住民や無防備で現場対応に当たった警察・消防関係者を含め、「三井化学プレスリリース（第6報）8月4日発表」によると累積（再受診者を含む延べ人数）で198人が医療機関を受診した。うち16人が入院[10][11]。事故の影響で、この年の大蛇山まつりが中止になった[12]。

## 関係会社
2019年3月末時点での子会社及び関連会社数は157社である。

### 連結子会社
- 株式会社プライムポリマー
- 大阪石油化学株式会社
- 三井化学東セロ株式会社
- 下関三井化学株式会社
- 三井化学アグロ株式会社
- 株式会社MMAG
- 千葉フェノール株式会社
- 三井化学産資株式会社
- 三井化学ファイン株式会社
- ジャパンコンポジット株式会社
- 日本アルキルアルミ株式会社
- 日本アルキルフェノール株式会社
- サンメディカル株式会社
- 三井化学エムシー株式会社
- 日本ポリスチレン株式会社
- 日本エポキシ樹脂製造株式会社
- 山本化成株式会社
- 株式会社東洋ビューティサプライ
- 活材ケミカル株式会社
- 株式会社三井化学分析センター
- 株式会社三井化学オペレーションサービス
- 株式会社エムシー・ビジネスサポート
- 株式会社アーク

※2018年1月24日付

### 持分法適用関連会社
- 三井・ダウ ポリケミカル株式会社
- サンレックス工業株式会社
- 北海道三井化学株式会社
- 三井・デュポン フロロケミカル株式会社
- 本州化学工業株式会社
- MTアクアポリマー株式会社

## その他
- 「1つの県に1つの工場」という思想になった時、千葉県で、先からあった茂原工場（茂原市）の名前にするか、後から出来た規模の大きい市原工場（市原市）の名前にするか問題が起きた。結局、規模の大きい市原工場の名前になった。それと同時に茂原工場が茂原分工場になった。
- 1938年に完成した大牟田工場の旧染料工場である「J工場」は、2007年に歴史的価値を評価され近代化産業遺産に認定されていたが、老朽化が進み耐震性の問題も生じたため2021年に解体されることが決定した[14]。